# LimeWire
LimeWire était un logiciel libre P2P (de partage de fichiers de poste à poste) fonctionnant sur le réseau Gnutella.

## Caractéristiques
Disponible en plus de 15 langues, LimeWire était certifié sans publiciel et permettait de rechercher tous types de fichiers (audios, vidéos, textes ou encore programmes). C'est un logiciel libre disponible sous licence GNU GPL. C'est le premier logiciel de partage à proposer le transfert de fichier de pare-feu à pare-feu (fonction disponible depuis la version 4.2 sortie en novembre 2004)[réf. nécessaire].
Cependant depuis peu, il intègre des limitations quant au partage de fichier audio dépourvu de licence, à condition que l'utilisateur ait choisi d'activer le filtre. L'activation de ce filtre n'est pas obligatoire : en effet, étant un logiciel libre, il est possible d’enlever ce filtre au niveau de la source, ce qu'ont d'ailleurs fait les développeurs de la variante FrostWire.
Le logiciel est écrit en Java ce qui lui permet de fonctionner sur tout ordinateur où la machine virtuelle Java est installée. Pour faciliter l'installation pour les utilisateurs concernés, des paquetages sont disponibles pour Microsoft Windows, Mac OS X, et pour Linux.
La version Windows de l'installateur comprend une version de l'installateur de Sun Microsystems qui télécharge et installe la version la plus récente du JRE si celle-ci n'est pas détectée.
LimeWire utilise SHA-1 et la fonction de hachage cryptographique Tiger pour assurer que les données téléchargées ne soient pas compromises. Cependant des experts ont identifié des vulnérabilités possibles dans l'algorithme SHA-1.
Lime Wire LLC, qui développe LimeWire, distribue deux versions du logiciel : une version gratuite de base et une version plus poussée (LimeWire PRO) vendu 18,88 USD, qui offre un téléchargement plus rapide selon les développeurs. Avant avril 2004, la version gratuite était distribuée avec un logiciel nommé LimeShop (variante de TopMoxie), qui était considéré par les experts de la sécurité informatique comme un logiciel espion. Cependant ce logiciel fut supprimé dans la version 3.9.4 de LimeWire.
En tant que logiciel Open Source, LimeWire a engendré plusieurs forks, comme LionShare, un projet de développement de logiciel expérimental de Penn State University, mais aussi Acquisition.
Un article du 12 octobre 2005 confirme que des contributeurs du monde du logiciel libre ont créé une variante de LimeWire appelée FrostWire. Le projet FrostWire est une version bêta dénuée de bridage, équivalente en puissance à la version payante de Limewire selon ses développeurs.
Le logiciel était très utilisé partout dans le monde pour le téléchargement illégal de musique au format .mp3.

## Controverse
En septembre 2005, Limewire décide de céder sous la pression de la Recording Industry Association of America (RIAA) et de limiter le partage des fichiers audio (MP3), désormais à partir des futures versions de Limewire seuls les fichiers audio munis de DRM seront partagés.
Cette mesure à terme va appauvrir peu à peu le réseau gnutella, c'est d'ailleurs à partir de cette date qu'est né le clone Frostwire (dénué de limitation au partage). Le 13 septembre 2005, Limewire est l'un des sept réseaux concernés par les lettres cease and desist envoyées par la RIAA (probablement à la suite du jugement de la cour suprême contre Grokster en juin), demandant l'arrêt de la mise à disposition sans autorisation préalable d'œuvres des membres de la RIAA.
Le 4 août 2006, Lime Wire LLC est attaquée par la RIAA qui l'accuse de faciliter l'échange illégal de fichiers protégés par le droit d'auteur sans accord des ayants droit, et de se baser sur un modèle économique tirant profit de cet état de fait. Les dommages-intérêts demandés sont de 150 000 dollars par morceau téléchargé illégalement.
Le 14 mai 2010, Limewire est condamné par la RIAA.

### Fin de commercialisation
Le 27 octobre 2010, LimeWire est contraint de fermer à la suite d'une injonction judiciaire lancée par la RIAA.
Le logiciel d'échange de fichiers a été mis sous injonction du tribunal des États-Unis depuis septembre 2010 pour cause de violation des droits d'auteurs. Pour cette raison, le logiciel a été bloqué le 27 octobre 2010 à 23 h 55. Plus aucune recherche n'est possible ni d'ailleurs aucun téléchargement. Depuis LimeWire est officiellement un logiciel « mort ».
Néanmoins son utilisation reste possible pour des versions plus vieilles que la 5.5.10, ainsi que pour des versions modifiées qui ne contiennent pas le code bloquant toute activité du programme.

## Forks (dérivations)
Des logiciels alternatifs presque identiques à LimeWire existent :
- FrostWire, qui est en fait un fork du logiciel et qui partage donc plus de 99 % de son code avec LimeWire.
- LimeWire Pirate Edition[7] (cessé en 2010)
- WireShare (logiciel) (en) (suite de LimeWire Pirate Edition)
- Cabos (en) (a cessé)
- MuWire, un logiciel ressemblant à LimeWire, les connexions sont anonymisées grâce à I2P[8],[9] (a cessé en 2023[10])

## Culture populaire
Dans le film Ma prof est une bombe (Les derniers de la classe), on voit un raccourci du logiciel LimeWire sur le bureau de l'ordinateur du personnage Michele, il pourrait s'agir d'une erreur ou d'une référence.

## Renaissance
Lors d'un Tweet publié le 21 avril 2022, LimeWire annonce leur retour en tant que marketplace de NFT, ainsi qu'une levée de fonds de 10,4 millions de dollars.